# Paul Morand

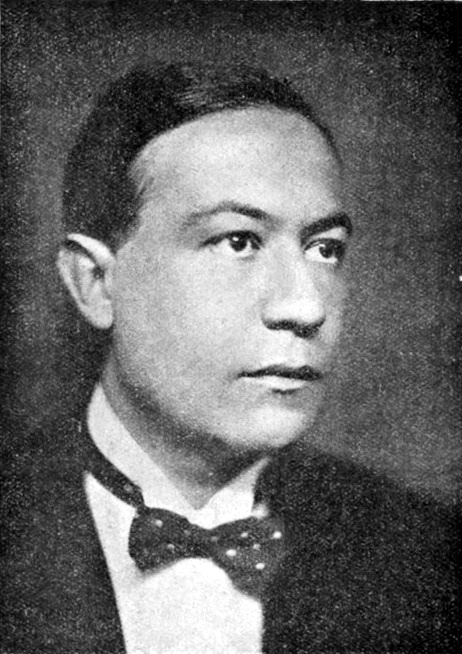
Paul Morand, vor 1925

Paul Morand (* 13. März 1888 in Paris; † 23. Juli 1976 ebenda) war ein französischer Schriftsteller, Diplomat und Mitglied der Académie française. Seine Vita ist von der Kollaboration mit Nazi-Deutschland im Zweiten Weltkrieg belastet.

## Leben
Paul Morand war Sohn des Malers und Zeichners Eugène Morand, der sein Geld allerdings im Wesentlichen als hoher Beamter verdiente. Morands Hauslehrer war Jean Giraudoux. Er studierte in Oxford und an der École libre des sciences politiques in Paris und wählte den Diplomatenberuf. Von 1913 bis 1916 war er Gesandtschaftssekretär in London, 1917 in Rom, 1918 in Madrid und von 1919 bis 1925 Angestellter im französischen Außenministerium. 1919 und 1920 veröffentlichte er mit den Gedichtbänden Lampes à arc und Feuilles de température seine ersten literarischen Werke. Sein erstes Prosawerk Tendres stocks, eine Sammlung Londoner Novellen, erschien 1921 mit einem Vorwort von Marcel Proust. Bekanntheit erlangte Morand mit seinen Werken Ouvert la nuit (1922) und Fermé la nuit (1923). In den 1920er und 1930er Jahren folgten mit Reiseberichten, Romanen und Nouvellen zahlreiche weitere Veröffentlichungen.
Nach dem vorläufigen Sieg Nazideutschlands über Frankreich im Zweiten Weltkrieg kollaborierte der für seinen Antisemitismus bekannte Morand nach seiner Rückkehr aus London mit dem Vichy-Regime unter Pétain. Nachdem er für seinen Abgang aus London suspendiert worden war, da er die Botschaft nicht ordentlich liquidiert hatte, wurde er Präsident der einflussreichen Kommission für die Papierzuteilung an Druckwerke und Präsident der Kommission für Filmzensur. In dieser Zeit schrieb er für die Vichy-Zeitung Voix françaises, pflegte seine Beziehung zu Jean Jardin, dem directeur du cabinet von Pierre Laval und gab in seiner Pariser Luxuswohnung Empfänge für die Elite des Vichy-Regimes. Gäste waren beispielsweise Louis-Ferdinand Céline oder die Schauspielerin Arletty. Nach der Wiederaufnahme in den diplomatischen Dienst war er französischer Gesandter in Bukarest (ab September 1943) und als die Rote Armee auf Bukarest anrückte, wurde er Botschafter in Bern (ab 13. Juli 1944 bis 7. September 1944). Seine Frau war eine rumänische Adlige mit starken Vorlieben für Nazis und den Antisemitismus. Nach Kriegsende zog er es vor, bis 1953 in der Schweiz im Exil zu bleiben.
Morand, der schon 1936 bei einer Kandidatur für einen Sitz der Académie française scheiterte, trat erneut 1958 an. Seine Kandidatur wurde vom Frankreich der Résistance als Skandal empfunden; nach einer stürmischen Sitzung der Akademie musste die Wahl abgebrochen werden. Trotz des anhaltenden Widerstandes Charles de Gaulles oder Joseph Kessels erhielt er schließlich 1968 nach dem Tode von Maurice Garçon – einem seiner erbittertsten Gegner – dessen Sitz in der Akademie. Der vermögende Morand hatte eine Leidenschaft für schnelle Autos und war in den 1930er-Jahren auch als Herrenfahrer aktiv. Unter anderem startete er 1933 auf einem Bugatti T35B beim Grand Prix de Pau. Er lebte nahe Vevey und neun Jahre im marokkanischen Tanger auf großem Fuß. Für seine Arbeit im Dienst der Kollaboration blieb er straflos. Selbst Louis-Ferdinand Céline, ein überführter Kollaborateur und notorischer Antisemit, beschwerte sich, dass Morand unbehelligt blieb.

## Werke (Auswahl)
- Lampes à arc, 1919
- Feuilles de température, 1921
- Tendres stocks, 1921 (dt. Amouren, ISBN 3-499-13214-1)
- Ouvert la nuit, 1922
- Fermé la nuit, 1923
- L’Europe galante, 1925 (dt. Faule Zeiten, ISBN 3-921499-63-1)
- Rien que la terre, 1926
- Magie noire, 1928
- Bouddha vivant, 1927 (dt. Der lebende Buddha)
- Paris-Tombouctou, 1928
- New York, 1930
- Champions du monde, 1930
- Papiers d’identité, 1930
- Air indien, 1932
- Londres, 1933
- Réflexes et Réflexions, 1939
- L’Homme pressé, 1941
- Marcel Proust, souvenirs…, 1949
- Le Flagellant de Séville, 1951 (dt. Flagellant von Sevilla)
- Hécate et ses chiens, 1954 (dt. Die Besessene)
- La Folle amoureuse, 1956
- Fin de siècle, 1957
- Bains de mer, bains de rêve, 1960 (dt. Aufzeichnungen eines notorischen Schwimmers, ISBN 3-936384-20-7)
- Nouvelles d'une vie, 1965
- Ci-gît Sophie-Dorothée de Celle (dt. Sophie Dorothea von Celle: Die Geschichte eines Lebens und einer Liebe, ISBN 3-8032-0137-3)
- Chroniques du XXe siècle, 1980

## Verfilmungen
Drehbuch
- 1933: Don Quichotte

Literarische Vorlage
- 1927: Der dreiflügelige Spiegel (La glace à trois faces)
- 1947: Tanz ohne Ende (The Unfinished Dance) – nach dem Roman La Mort du cygne
- 1976: Milady
- 1977: Der Antiquitätenjäger (L’Homme pressé)
- 1982: Worte kommen meist zu spät (Hécate)